# Antiszemitizmus
Az antiszemitizmus (szó szerint: szemitaellenesség) a zsidókkal szembeni ellenségeskedés, a velük szembeni előítélet vagy a velük szembeni diszkrimináció. A rasszizmus egy formája.
Az antiszemitizmus olyan, rendkívül bonyolult jelenség, mely mint fogalom több különféle szellemi áramlatot – hitet, filozófiát, gondolkodás- és cselekvésmódot, attitűdöt és ezeknek alapjait – foglalja össze. Az antiszemita eszmerendszerek követőit antiszemitának nevezik. A témának könyvtárakat megtöltő irodalma született magyar nyelven is.

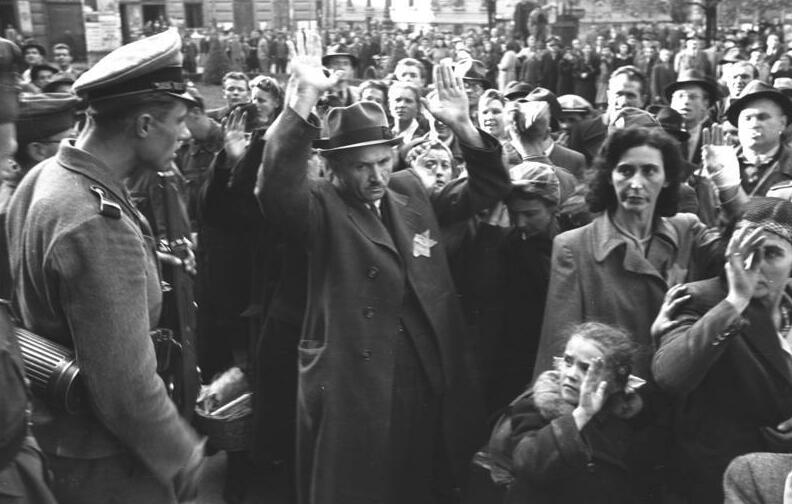
1944. október 20–22. között német katonai fotósok örökítették meg a zsidó lakosság deportálását Budapestről. A zsidó lakosságot Józsefváros több helyén gyűjtötték össze, mielőtt a lágerekbe szállították őket. Ilyen hely volt az Erkel, egykori nevén a Városi színház is

Az összetett szó második, szemita része a Sémtől, Noé fiától származó sémi népekről (többek között az arabokról és a zsidókról) kapta a nevét. Bár más népek is tartoznak ebbe a csoportba (például az akkádok, máltaiak), az antiszemitizmus szót csak a zsidók iránti ellenszenv megnevezésére használják.

## Az antijudaizmus
A judaizmussal, az izraelita vallással szemben álló, vallási, teológiai alapokon nyugvó ideológia nem azonos az antiszemitizmussal, mert érvei vallási alapúak, ám gyakran párosul vele.

## Típusai
A vallási alapú antiszemitizmus (megkülönböztető elnevezése: antijudaizmus) eredetileg az izraelita vallással, híveivel, gyakorlóival való szembenállást jelenti.
Az 1870-es években jelent meg Nyugat- és Közép-Európában a modern antiszemitizmus, amely nem vallási, hanem etnikai és kulturális alapon ítélte meg a zsidóságot. A zsidók fajként való definiálása, a rasszista jellegű antiszemitizmus – mely legjellemzőbb képviselőjének a nemzetiszocializmust és újnácizmust tekintik, jóllehet már a 19. század utolsó harmadában meghatározó ideológia volt – azon emberek gyűlöletét jelenti, akik valamilyen vonatkozásban zsidók (például „faji” értelemben), vagy magukat annak tartják vagy mások annak tartják őket.
1945 után a fenti ideológia a magyarországi közéletben szalonképtelenné és tiltottá vált, ezáltal az antiszemitizmus más megnyilvánulási formákat öltött. Ilyen többek között a holokauszttagadás, amely a zsidóság ellen a második világháborúban elkövetett népirtást vonja kétségbe, vagy kisebbíti. Az anticionizmus elsősorban a cionizmus eszméinek tagadását, egy speciális, szűkebb értelemben az Izrael állam politikai-fizikai megsemmisítésére irányuló ideológiát jelenti.

## Története

### Az ókorban
Az antiszemitizmus már az ókorban megjelent Babilóniában, Egyiptomban, és a Római Birodalomban. Ennek egyik lehetséges oka, hogy a zsidók magukat „választott népnek” tartva elkülönültek környezetüktől, másrészt a politeista és ateista jellegű, „felvilágosult”, divatos filozófiai áramlatokat követők a hellenizmus korában lenézték az izraelitákat egyistenhitük és vallási elkülönülésük miatt.
A Római Birodalomban létezett irodalmi antiszemitizmus vádjaira (egyiptomiak vagy leprások leszármazottjai, szamarat és disznót imádnak, minden hetedik napon lustálkodnak, nem étkeznek, nem áldoznak, nem imádkoznak idegenekkel együtt) válaszolt Iosephus Flavius a „Contra Apionem” (Apión ellen) című ismert vitairata, és adott hiteles bizonyítékot az ókori antiszemitizmusról és ő adja az első írásos formáját az antiszemita ún. „vérvádnak” is.
Az egyiptomi ellenérzések nevezetes megnyilvánulása volt a perzsa uralom végén az elephantinéi zsidó templom elpusztítása. Az itteni kolónia létrejötte valószínűleg összefüggésben áll Jeruzsálem i. e. 586-os elfoglalásával, mely után a zsidók tömegesen menekültek Egyiptomba. Egy részükből katonai határőrtelepet alakítottak ki a XXVI. dinasztia királyai, s ezek leszármazottai tovább szolgáltak a perzsa uralom alatt is.
A zsidók templomot is építettek maguknak, de a hosszú ideig idegen, többistenhitű környezetben élő közösség vallási nézetei erősen eltértek a tiszta monoteizmusra törekvő jeruzsálemi kultusztól. Őseik istene, Yahu, mellett egyéb isteneket is tiszteltek, Bethelt, Asimot, Anatot és Heremet. Az egyiptomiak két okból is gyűlölték őket, egyrészt mert a perzsa hatóságokat szolgálták (Egyiptom ekkor perzsa megszállás alatt állt), másrészt Elephantiné szigetén állott Khnum kosisten főszentélye, s nyilván felháborító volt számukra a birkák megölése a pészah ünnepen. Valóban különös helyzet alakult ki, hogy a kis sziget egyik templomában istenként tisztelt állatot a szomszéd településen tömegesen fogyasztották.
Mivel hozzávetőleg a mai Izrael akkori területe (Júdea délen, Galilea északon) római uralom alatt állt, a nacionalista és szeparatista, általában fanatikus zsidó szervezetek és szekták (lásd például: zélóták) melegágyává vált. A vallási villongásokat a politikai tényezők jelentősen fölerősítették, ami végül a jeruzsálemi nagytemplom elpusztításához vezetett Kr. u. 70-ben. Ennek ellenére vallási alapú, hivatalos szervek által kezdeményezett, pogromszerű zsidóüldözés ritkán valósult meg a Római Birodalomban, sőt a rómaiak a görög-zsidó villongásokat is igyekeztek normális mederbe terelni.
A zsidóság és kereszténység viszonyában nagy jelentőségű fordulat állt be a 4. és 5. század folyamán. I. Constantinus római császár türelmi rendelete után valamennyi vallási közösséggel egyenjogú felekezet lett a kereszténység, majd I. Theodosius ediktuma után kötelező államvallássá vált. Ez a folyamat oda vezetett, hogy a kereszténység elméleti teológiájában, és vallási gyakorlatában is elhatárolódott a saját vallási gyökerét jelentő zsidóságtól. A judaizmushoz való viszonyának alaptételévé vált, hogy a nemzsidók szemében a zsidóság nemcsak mint államalkotó nemzet, hanem mint „Isten népe” is elveszítette létjogosultságát.

### A középkorban
A középkori világkép központi elemének, a kereszténységnek egyik alapja a zsidó vallás volt. Ugyanakkor az új és a régi vallás közötti szellemi-logikai kapcsolatok jelentős ellentmondásokat rejtettek magukban. A kereszténység szent könyve, a Biblia ószövetségi részében a zsidók mint Isten kiválasztott népe szerepeltek, és a kereszténység központi alakja, Jézus, születése tekintetében maga is zsidó volt. Ugyanakkor az Újszövetség világosan dokumentálta, hogy az „ortodox” zsidók, vallási vezetőik többségének irányítása mellett, üldözték és megölték a korai keresztényeket – magát Jézust, a keresztény tanok szerinti Messiást is – és ellenségei voltak az új vallásnak (Szent István vértanú, Szent Pál története).
Mindez hivatkozási alapot adott ama középkori és a zsidókat hátrányos színben feltüntető nézetnek, miszerint az „ortodox” hit mellett makacsul kitartó, Jézust álprófétának hívő és így elítélését az izraelita vallás tanai szerint helyénvalónak tartó zsidók voltaképp egy politikai, s mi több, szakrális színezetű gyilkosságban – az Isten Fia megölésében – vállalják megátalkodott módon az utólagos bűnrészességet. Ennek erőteljesebb, egyértelműen antiszemitizmusnak nevezhető formája volt az a középkori nézet, miszerint a zsidók kollektívan (esetleg, utódaikban is) bűnösök Jézus Krisztus megfeszítéséért. E nézet ráadásul a Biblia tartalmával is alátámasztható: Jézus elítélésekor a zsidó főpapok Máté evangéliuma (27. bekezdés 25. sor) szerint ugyanis azt kiáltják a „kezeit mosó” Pilátusnak: „Vére rajtunk és fiainkon”.
A zsidókat a középkori keresztény társadalom ezért kiközösítette magából, elkülönített városnegyedekbe (gettókba) kényszerítette őket. Sok helyen hamis vádak özönét zúdították rájuk: rituális gyilkossággal, a szentostya meggyalázásával, kutak megmérgezésével, a pestis terjesztésével vádolták őket. Azt is állították róluk, hogy a Talmud vallási előírásként megköveteli a kereszténygyilkosságot. Ennek „bizonyítására” elegendő volt, ha egy-egy keresztény gyermeknek nyoma veszett. Ellenfeleik minden eszközt megragadtak, hogy a zsidókon elégtételt vegyenek.
A kora középkori szórványos előzményektől eltekintve zsidók tömeges meggyilkolása először az első keresztes háború alatt történt (főként a Rajna-vidéken), amelynek következtében Nyugat-Európa zsidósága Közép- és Kelet-Európába vándorolt. A 18–19. században megjelenő emancipációpárti megközelítés szerint a zsidóság hosszú üldöztetésnek volt kitéve a középkorban, bár vallásgyakorlásuk nem ütközött olyan nehézségekbe, mint a fizikai megsemmisítésnek kitett eretnekeké, illetve a középkori jogállapotok eltértek a kor modern, liberális államának felfogásától. Főleg a megerősödő városi polgárság lépett fel zsidóellenesen időnként, akik igyekeztek megszabadulni a konkurenciától (ennek magyar példája a soproni zsidók 1490-es bebörtönzése vagy 1526 utáni kiutasítása), ugyanakkor a katolikus egyház, az államhatalom és helyi birtokosok is több esetben a zsidó lakosság védelmére keltek, bár ezt elsősorban érdekből (a zsidóság adózási potenciálja miatt) és nem a toleranciától vezérelve tették.

### A kora újkorban

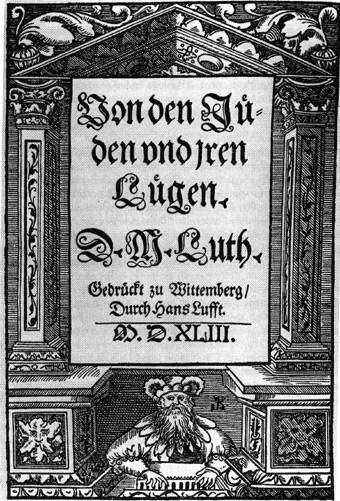
Luther Márton: „A zsidókról és hazugságaikról”, 1543

Luther Márton, a protestáns reformáció szellemi atyja, aki a „Hogy Jézus Krisztus is zsidónak született" című művének megírása után azt akarta, hogy a zsidók térjenek át a keresztény hitre, térítési próbálkozásának sikertelenségét belátva a zsidók elűzését kezdte követelni, és nem tartotta lehetségesnek a zsidó–keresztény békés együttélést. Elkeseredésében 1543-ban megírta „A zsidókról és hazugságaikról" című könyvét, ami nagy hatással volt a korabeli közvélekedésre.
A kora újkorban két szempontból merült fel ellenszenv a zsidósággal szemben. Egyfelől az inkvizíció üldözései elől főleg Spanyolországból elmenekülő, illetve Magyarországról 1526-ban áttelepített zsidók megtalálták a helyüket az Oszmán Birodalom pénzügyi és gazdasági rendszerében, és a fegyverkészítésből is kivették részüket, valamint az oszmán hatóságok által biztosított vallásszabadság miatt nem egy esetben szembeszálltak a keresztény seregekkel. (Európában elterjedt a híre, hogy a magyarországi zsidók együtt védték Budát a keresztény felszabadítók ellen 1686-ban a törökökkel. Sok európai városban, például Padovában pogromok törtek ki, mintegy bosszúként a zsidók ellen. Az oszmán hódítókkal való fegyveres együttműködésben bűnös 270 zsidót Budáról Nikolsburgba telepítették.)
Az ellenszenv másik oka az új típusú, újkori zsidó pénzemberek megjelenése volt. Míg a középkorban a zsidók kölcsöneiket nem minden esetben kérhették vissza (ez volt Magyarországon a levélölés), továbbá vagyonukat is elveszíthették, addig a 17–18. században megjelentek ez első európai jelentőségű zsidó bankárok és hadivállalkozók. Így a zsidókat az örökös tartományok területéről kitiltó I. Lipót német-római császár a háborúiban már zsidó bankárokra, hitelezőkre és hadi beszálítókra is támaszkodott (Wertheimer Sámson és Samuel Oppenheimer), majd a 18. században – elsősorban német nyelvterületen – egyes zsidók kormányzati és udvari tisztségeket is kaphattak (Hofjude). Ez egyes esetekben kiváltotta a köznemesség és a pénzügyekkel foglalkozó polgárság ellenkezését, az ekkor megjelenő kritikák később a zsidóság és a kapitalizmus azonosításához vezettek. A zsidóság felemelkedési lehetőségeit és a társadalom ezzel kapcsolatos válaszait jól példázza Joseph Süß Oppenheimer tragédiával végződő életpályája.
A vallási alapú antiszemitizmus kisebb mértékben bár, de a mai napig fennmaradt, s nevezhetjük – megkülönböztetésül – antijudaizmusnak. A polgári forradalmak és a nemzeti ébredés korában (19. század első fele), kivált Kelet-Közép-Európa térségében, megjelent a kulturális alapú antiszemitizmus, amely a zsidó kulturális hatást kívánta száműzni a nemzeti kultúrákból.

### Az újkorban (afrancia forradalomtólaz első világháborúig)

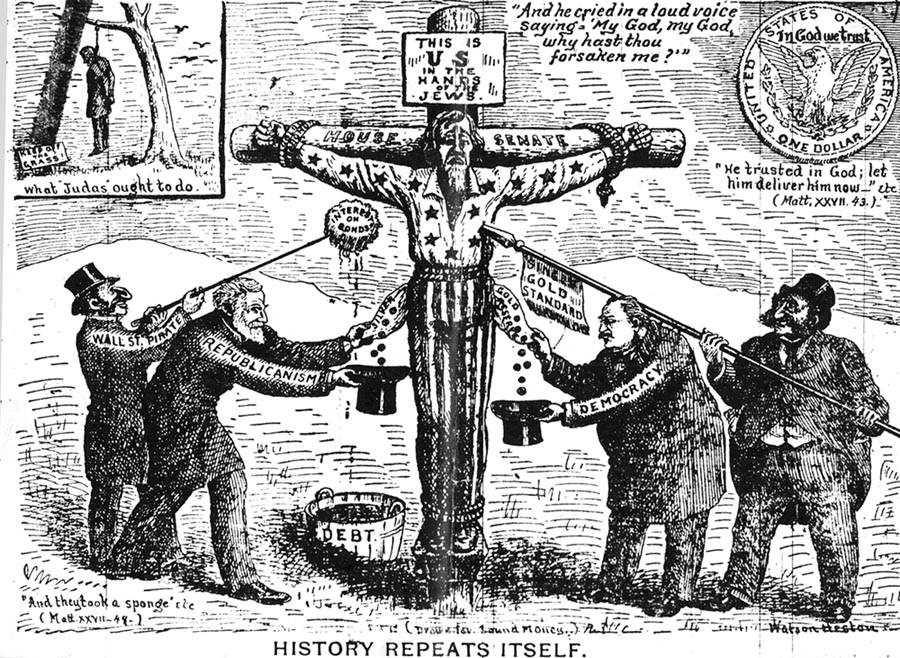
Antiszemita amerikai elnökválasztási plakát 1896-ból. A szójáték miatt a keresztre feszített ember (aki Uncle Sam, az egyesült államokat az amerikai köztudatban megtestesítő képzelt személy) feletti szöveg („This is US in the hands of Jews.”) egyszerre jelenti azt, hogy az USA (US), illetve „mi” (us) a zsidók kezében vannak

Az antiszemitizmus kifejezést 1860-ban használta először Moritz Steinschneider zsidó tudós, amikor Ernest Renan francia történész és filozófus „antiszemita előítéleteiről” beszélt. A kifejezés 1865-ben már szerepelt a porosz nagylexikonban. 1873-ban használta először Wilhelm Marr újságíró (1819–1904) az antiszemitizmus kifejezést a zsidógyűlölet helyett, mikor áltudományos módon próbálta alátámasztani a zsidók iránti ellenségességét. A 19. század második felétől az antiszemitizmus – Houston Chamberlain filozófiájában először – faji (biológiai-genetikai) jelleget öltött: „A XIX. évszázad alapjai” (Die Grundlagen des neunzehnten Jahrhunderts 1899).
Az antiszemitizmusnak a periférikus, feudális és rendi jellegzetességeket tovább őrző társadalmakban való jelentkezése elsősorban ezeknek a polgárosodásban történt megkésettségére vezethető vissza. A zsidóság itt kisajátította azokat a (nemesség által lenézett) pozíciókat – a pénzügyletek, kereskedelem, szabad foglalkozású értelmiségi pályák területén –, amelyeket Nyugaton a polgárság sajátított ki magának. Azontúl az etnikailag kevert társadalmakban a zsidóság megfelelt az „ideális kisebbség” szerepének, valamint a forradalmaktól rettegő polgárság körében szinonimmá vált a szocialista forradalom, a szocialista, illetve kommunista pártok fogalmával, hiszen azok vezetésében valóban felülprezentált volt a zsidóság.
Francia- és Németországban az 1870-es években, Magyarországon 1883-ban alakult antiszemita párt. A magyar Országos Antiszemita Párt (1883) megalakulása csak az egyik jele volt a magyarországi politikai antiszemitizmus fellobbanásának. Ekkoriban került sor a tiszaeszlári vérvádperre, illetve az ezzel kapcsolatos zsidóellenes tüntetésekre, zavargásokra is. Ezek a jelenségek azonban a politikai elit többségében visszautasításra találtak, így a fenti politikai erők országgyűlési jelenléte és az antiszemita sajtó ténykedése ellenére a zsidóság jogi egyenlősége, a polgári állam liberális jellege az első világháború végéig változatlan maradt. Az Osztrák–Magyar Monarchiától keletre azonban a zsidóellenesség jóval erőszakosabb volt, ide kell sorolnunk az oroszországi pogromokat vagy a teljes jogegyenlőség kései bevezetését. Legutoljára Romániában került sor a zsidóság emancipálására (1923), az antant nyomására.

### A két világháború között

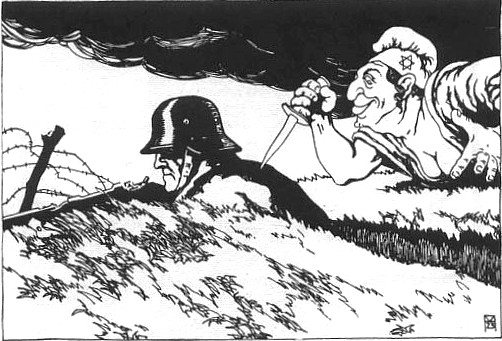
A tőrdöféselmélet egy osztrák képeslapon, 1919-ből

Az antiszemitizmus a két világháború között főleg a vesztes központi hatalmak területén erősödött fel, ennek egyik okának a zsidóság csekélyebb harctéri veszteségét jelölték meg, míg a tőrdöfés-elmélet (Dolchstoß) szerint a zsidóság döfte hátba a frontokon helytálló csapatokat a defetista sajtón és a szocialista mozgalmakon keresztül. Maga a zsidóellenesség a háborút megnyerő Franciaországban vagy Olaszországban sem volt ismeretlen. Mindennek az oka az első világháború utáni forradalmak vezetésében lévő zsidók felülreprezentáltsága lehetett, de zsidóellenesség az antikapitalizmussal és a 19. századra visszamenő modernitás-kritikákkal is összefüggött.
Az első világháború utáni ideológiai változások közé sorolható, hogy az antiszemiták egyre inkább elvetették a zsidóság asszimilációjának lehetőségét – melynek lényegét vagy a keresztény hitre térésben, vagy az állam iránti lojalitásban jelöltek meg (emancipációs alku) –, ezért eltávolításuk más módját keresték. Az antiszemitizmust a huszadik század első felében berendezkedő totális diktatúrák (mind a nemzetiszocialista, mind a kommunista) és autoriter berendezkedésű kelet-közép-európai rendszerek nyíltan vagy burkoltabban hivatalos politikájuk elemévé tették, ami felerősítette a társadalom meglévő antiszemita hajlandóságát.
„Svájcba a múlt század húszas éveitől kezdődően milliárddolláros nagyságrendben menekítette ki a pénzét számos európai országból az ott élő zsidóság.”

„A politikai antiszemitizmus elfogadásának és a tekintélyes hányadában zsidók kezén lévő kapitalizmus támogatásának ez a kettős politikája kezdettől fogva létrehozott egy olyan feszültséget, melyben a »zsidókérdés« és annak »megoldása« a zsidók gazdasági hatalmának a felszámolásával vált azonos kérdéssé, s mint ilyen, úgy jelent meg, mint az ország első számú szociális kérdése.”

– Bibó István: Zsidókérdés Magyarországon 1944 után  

### A nemzetiszocializmus
A nemzetiszocializmus szerint a zsidók genetikai állományuk alapján alsóbbrendű faj, mely beszennyezi a tiszta, árja génállományt (ld. még eugenika). Az antiszemitizmus a több millió zsidó életét követelő holokausztban csúcsosodott ki a második világháború idején. A nemzetiszocialista nézetrendszerben a zsidóság központi helyet foglalt el: nemcsak a zsidóság politikai, gazdasági és kulturális pozícióinak felszámolását célozták, hanem a német nép, sőt az emberi civilizáció túlélését a zsidók legyőzésétől tették függővé.
A nácik a Német Keresztény Mozgalom révén dejudaizálni kívánták a Bibliát, amely elképzelés a legantiszemitábbnak bizonyult (ehhez a mozgalomhoz társult a rövidebb nevén Dejudaizáló Intézetnek, hosszabb nevén Intézet a Német Egyházi Életre Ható Zsidó Befolyás Kutatására és Eltávolítására nevű intézménynek a működése). Elképzelései szerint az igazi német keresztényeknek el kell vetniük, és meg kell semmisíteniük az Ószövetséget és Szent Pál leveleit is, mivel ezek zsidó szerzők írásai.

### A második világháború után, napjainkig
Az antiszemitizmus a második világháború után sem szűnt meg. Akkor hatalmas méreteket öltött a zsidóság kivándorlása az akkor még brit fennhatóság alatt lévő Palesztinába (modern kori exodus).
1948-ban az ENSZ határozata alapján Palesztina területén egy zsidó és egy arab államnak kellett volna létrejönnie. Ezt a felosztást a zsidók elfogadták, és így megalakult Izrael Állam, az arabok azonban elutasították, és öt arab állam azonnal megtámadta az éppen kikiáltott Izraelt. Ez volt az első arab–izraeli háború. Az arab–izraeli szembenállás a későbbiekben is folytatódott – 1956-ban (Szuezi válság), 1967-ben (hatnapos háború), 1973-ban (jom kippuri háború), és 1981-ben (libanoni háború).
Bizonyos arab és muzulmán államok Izraelt a palesztinok elleni népirtással vádolják. Emiatt az antiszemitizmus is jelen van ezekben az országokban. Ugyanakkor az anticionizmus nem feleltethető meg egyértelműen az antiszemitizmusnak. Ortodox zsidók és baloldali zsidó értelmiségiek (a legismertebb Noam Chomsky) egyaránt kritizálták Izrael politikáját.
A 2018-ban Párizst övező kisvárosokból érkező hír szerint a zsidó családok menekülnek a muzulmánok miatt.